# Христо Георгиев (революционер)
Вижте пояснителната страница за други личности с името Христо Георгиев.
Христо Георгиев е български революционер, ениджевардарски войвода на Вътрешната македоно-одринска революционна организация.

## Биография
Георгиев е роден в 1878 година в ениджевардарското село Петгъс, тогава в Османската империя, днес Пендалофос, Гърция. Получава основно образование. Влиза във ВМОРО и изпълнява куриерски задачи. От 1897 до 1904 година е селски войвода на организацията. От 1904 до 1908 година е четник при Апостол войвода. След Младотурската революция се легализира, но от 1910 година до 1912 година отново е нелегален четник при Ичко Гюпчев. При избухването на Балканската война е доброволец в 15 щипска дружина на Македоно-одринското опълчение. След Междусъюзническата война от 1914 до 1915 година е в четата на Дельо Калъчев, а през Първата световна война служи в 58-и или 59 пехотен полк на Единадесета дивизия.